# Abellio

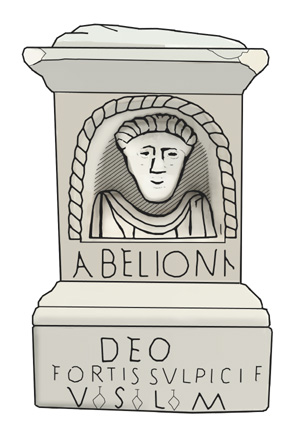
Disegno di un altare votivo di religione gallo-romana dedicato ad Abellio, ritrovato negli scavi a Garin, nell'Alta Garonna, Francia.

Abellio, citato anche come Abelio, Abellion, Abelionni o Abelion, fu una divinità adorata nella valle della Garonna, in Gallia Aquitania (l'attuale  Francia sudoccidentale), conosciuto principalmente per numerose iscrizioni scoperte nella regione del Comminges. Si ipotizza potesse essere il dio dei meli.
Alcuni studiosi hanno affermato che Abellio è un diverso nome per indicare il dio Apollo, che a Creta e altre zone era chiamato Abelios (greco antico Αβέλιος), e dagli italiani e da alcuni Dorici Apello, e che la divinità è la stessa dell'Apollo Gallico citato da Gaio Giulio Cesare, e uguale a quello di Belis o Belenus (Belanu) menzionato da Tertulliano ed Erodiano.
Altri studiosi hanno preso la posizione inversa che Abellio potrebbe essere stata una divinità solare simile di origine celtiche a Creta e nei Pirenei, tuttavia l'Abellio cretese è improbabile possa essere lo stesso dio celtico ma piuttosto una diversa manifestazione, o una forma dialettale, del dio greco Apollo o del suo nome.